# XY Возничего
XY Возничего (лат. XY Aurigae) — одиночная переменная звезда в созвездии Возничего на расстоянии (вычисленном из значения параллакса) приблизительно 4330 световых лет (около 1327 парсеков) от Солнца. Видимая звёздная величина звезды — от менее +15m до +11,7m.

## Характеристики
XY Возничего — красная пульсирующая переменная звезда, мирида (M) спектрального класса M. Эффективная температура — около 3281 К.